# Баллинагри
Баллинагри (англ. Ballinagree; ирл. Baile na Graí) — деревня в Ирландии, находится в графстве Корк (провинция Манстер). Окрестности деревни крайне богаты на мегалиты.